# Plantations of Pale Pink
Plantations of Pale Pink è un extended play del gruppo musicale statunitense Guided by Voices, pubblicato nel 1996 negli Stati Uniti d'America dalla Matador Records, nello stesso giorno di Sunfish Holy Breakfast.

## Tracce
Tutti i brani sono stati scritti da Robert Pollard.
Lato A
1. Systems Crash – 1:19
2. Catfood on the Earwig – 2:27
3. The Who vs. Porky Pig – 2:00

Lato B
1. A Life in Finer Clothing – 1:30
2. The Worryin' Song – 1:02
3. Subtle Gear Shifting – 3:45